# Meiacanthus procne
Meiacanthus procne és una espècie de peix de la família dels blènnids i de l'ordre dels perciformes.

## Morfologia
- Els mascles poden assolir 3,4 cm de longitud total.[4][5]

## Reproducció
És ovípar.

## Hàbitat
És un peix marí de clima tropical que viu entre 0-16 m de fondària.

## Distribució geogràfica
Es troba a Tonga.